# Levita (indumentària)

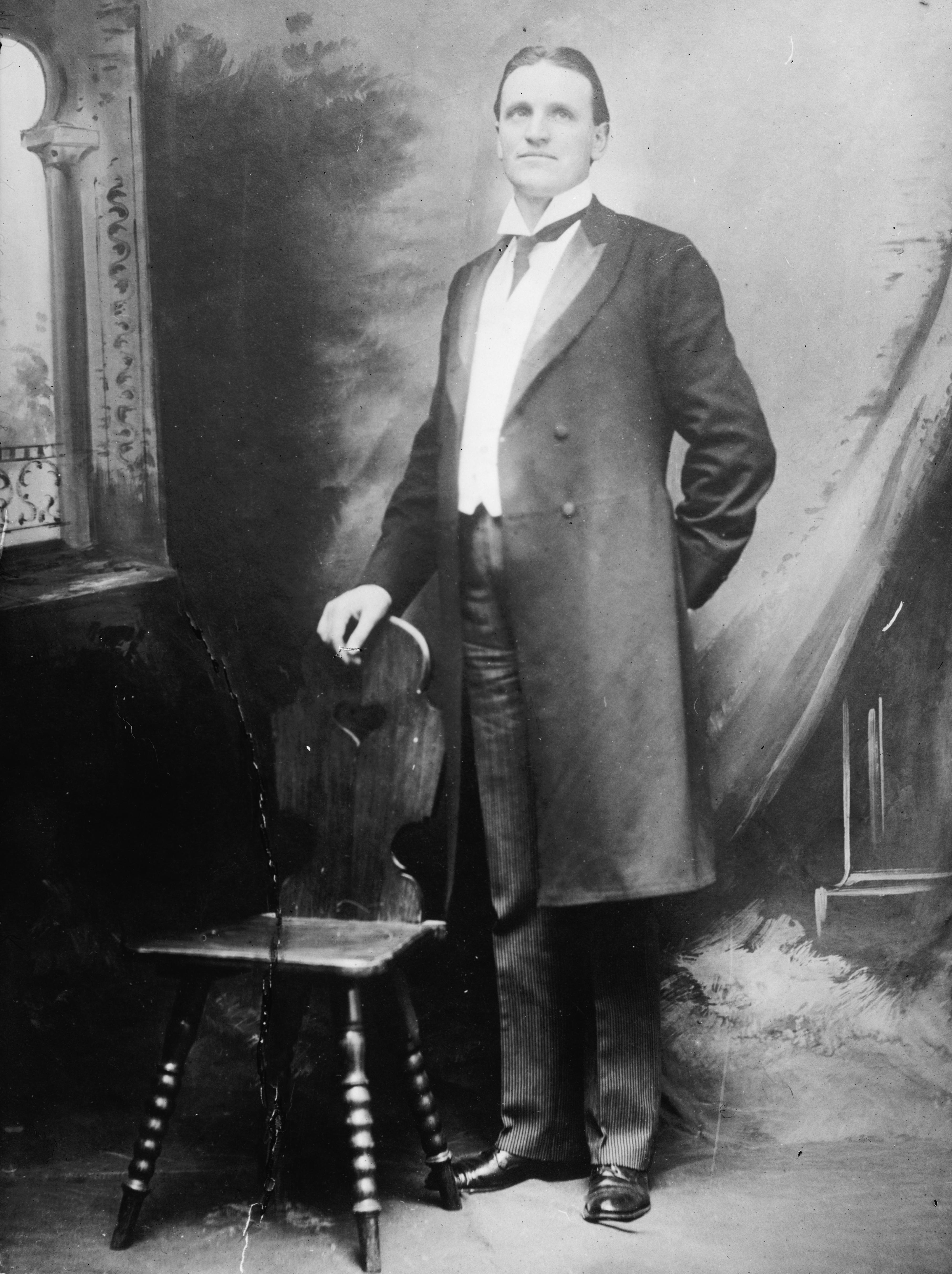
Home amb levita

La levita  és una jaqueta de faldons rectes i molt llargs, per sota dels genolls, que queden penjant mercès a un llarg tall central de la banda posterior; generalment duu grans solapes i és entallada tot marcant la cintura. Usualment és negra o de tons foscos. N'hi ha versions recta i creuada, aquesta darrera coneguda com a levita príncep Albert.
La levita aparegué a Anglaterra, cap a la dècada de 1820, com a alternativa informal al frac, i ràpidament es divulgà per tot el món euròpid fins a esdevenir la jaqueta característica del període romàntic.
Pels volts de 1850 la levita ja havia esdevingut la jaqueta pròpia de la indumentària formal masculina, havent rellegat el frac al vespre i nit. Generalment la impulsió d'aquest canvi s'atribueix al príncep Albert del Regne Unit, consort de la reina Victòria, especialment afecte a la versió creuada, a què donà nom.
A partir de la dècada de 1880 la levita entrà en decadència, progressivament suplantada per l'americana, per a carrer, i per l'esmòquing, per a reunions socials.
Pels volts del 1900 la levita restava confinada al món diplomàtic, a usos ultraformals i a homes conservadors d'edat avançada. El seu camp d'aplicació l'ocupava ara el vestit masculí en la quotidianitat, i, en ocasions formals, el jaqué, el frac i l'esmòquing. En la Conferència de Pau de París (1919), només es veieren levites en les sessions més formals, mentre que en la tasca del dia a dia, eixides nocturnes, etc., els estadistes i membres de delegacions vestien esmòquing o americana.
L'obsolescència de la levita fou confirmada més endavant per la màxima impulsora de la peça, la casa reial britànica: el 1926 el rei Jordi V es mostrà en públic amb esmòquing; el 1936 el rei Eduard VIII la suprimí oficialment de la indumentària de cort.
A voltes la levita s'anomena redingot, si bé aquest terme designa amb propietat un abric de tall similar a la levita.

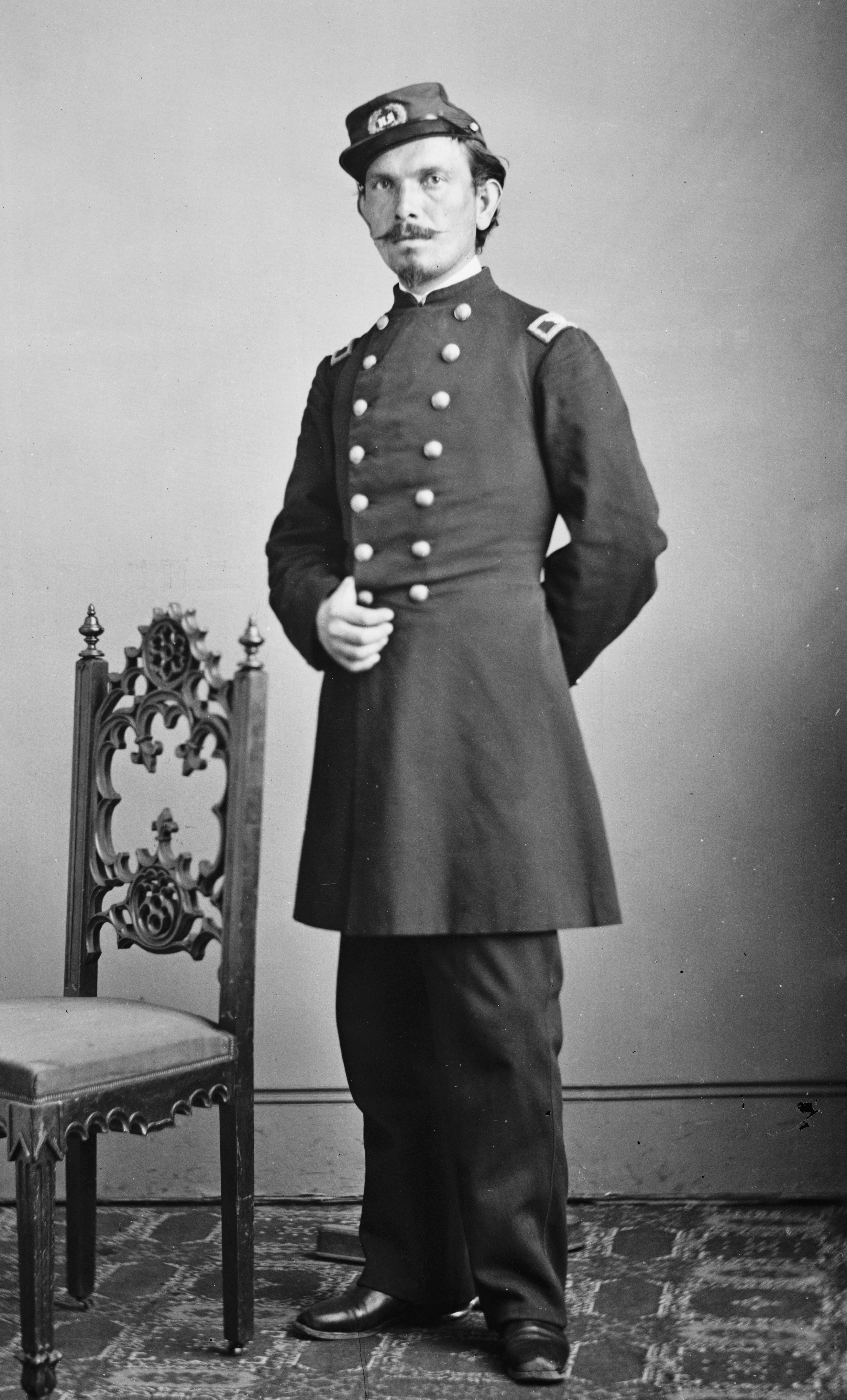
Levita militar (EUA, 1860)

Al món militar, alguns dels models inicials de guerrera es poden considerar levites, en la mesura que duien faldons força llargs. És el cas, per exemple, de la guerrera estatunidenca model 1858, que, de fet, era designada oficialment com a levita (frock coat). No deixa d'ésser significatiu que durant la Guerra de Secessió només els oficials de la Unió portaren aquest model de guerrera, mentre que la tropa en duia la versió de diari (sack coat), mena de jaqueta curta.